# Armia Ochotnicza (Rosja)

Naszywka mundurowa

Gen. Michaił Aleksiejew

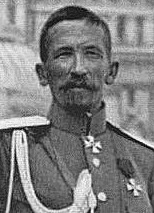
Gen. Ławr Korniłow

Armia Ochotnicza (ros. Добровольческая Армия, Dobrowolczeskaja Armija) – związek operacyjny białych podczas wojny domowej w Rosji w latach 1918–1920. Od 8 stycznia 1919 do 4 kwietnia 1920 w składzie Sił Zbrojnych Południa Rosji (od stycznia 1920 jako korpus). Armia uderzeniowa białych w okresie wojny domowej na południu Rosji.

## Historia
Formowanie Armii Ochotniczej rozpoczęło się w listopadzie 1917 w Nowoczerkasku z inicjatywy gen. Michaiła Aleksiejewa, a od grudnia 1917 także gen. Ławra Korniłowa i jego stronników. Początkowa była tworzona na zasadzie zapisów ochotniczych oficerów, junkrów, kadetów, studentów i gimnazjalistów oraz starszyzny kozackiej. Dziewiątego stycznia 1918 oficjalnie ogłoszono jej utworzenie. Najwyższym dowódcą Armii Ochotniczej został gen. Michaił Aleksiejew, naczelnym dowódcą gen. Ławr Korniłow, szefem sztabu gen. Aleksander Łukomski, a dowódcą 1 Dywizji gen. Anton Denikin. Przy dowództwie została utworzona Rada (Piotr Struwe, M. M. Fiodorow, A. S. Chripunow, G. N. Trubieckoj, Borys Sawinkow). Dowództwo Armii liczyło na pomoc Ententy. Na początku stycznia 1918 do Armii Ochotniczej wstąpiło niewielu ochotników (głównie oficerów) i dopiero po około 3 miesiącach jej liczebność wzrosła do 3 tys. żołnierzy. W tym czasie siły czerwonych były jednak tak słabe, że nie były zdolne rozpędzić tak nielicznej formacji, która następnie działała przeciw oddziałom bolszewickim we współdziałaniu z jednostkami gen. Aleksieja Kaledina. W końcu marca 1918 pod naciskiem wojsk sowieckich Armia opuściła Rostów i rozpoczęła marsz na Kubań w celu połączenia z jednostkami kubańskiej kozaczyzny. Jednakże część oddziałów kozaków kubańskich nie wsparło oddziałów Armii Ochotniczej, tylko 3-tysięczny oddział gen. W. Ł. Pokrowskiego 26 marca przyłączył się do niej. Stan Armii osiągnął  ok. 6 tys. żołnierzy. Próby zajęcia w dniach 9-13 kwietnia 1918 centralnej części z Jekaterynodarem nie powiodły się. Gen. Korniłow zginął 13 kwietnia 1918.
Dowództwo resztek Armii objął gen. Denikin, który z siłami wycofał się za Don. W czerwcu 1918 do Armii przyłączył się 3-tysięczny oddział płk. Michaiła Drozdowskiego. Dwudziestego szóstego czerwca Armia Ochotnicza (9 tys. żołnierzy) przy pomocy atamana dońskiego Piotra Krasnowa rozpoczęła tzw. Drugi marsz kubański w składzie czterech pułków (o nazwach: korniłowski, aleksiejewski, markowski i pułk Drozdowskiego), które potem sformowały dywizję. We wrześniu stan Armii liczył ok. 30–35 tys. żołnierzy i oficerów.
W związku z mobilizacją kozaków kubańskich i oddziałów białogwardyjskich, dyslokowanych na północnym Kaukazie, Armia przyjęła nazwę Kaukaskiej Armii Ochotniczej. Jesienią 1918 rządy Wielkiej Brytanii, Francji, i USA udzielały pomocy materialno-technicznej (w tym sprzętu wojskowego) Armii. Pomoc ta oraz wysłanie oddziałów brytyjskich, francuskich i amerykańskich do Rosji utwierdziło bolszewików w przekonaniu, że nie walczą z wrogiem wewnętrznym lecz z siłami światowego imperializmu. Dzięki pomocy Ententy siły białych armii na południu Rosji przeformowały się w Siły Zbrojne Południa Rosji (SZPR) pod dowództwem A. Denikina.
Na przełomie 1918/1919 Denikin odniósł zwycięstwo nad 11 Armią sowiecką i zajął północny Kaukaz. W styczniu 1919 Kaukaska Armia Ochotnicza została podzielona na Armię Kaukaską i Armię Ochotniczą. Do nich dołączyła Armia Dońska utworzona z pozostałości Armii Krasnowa. W ten sposób zostały stworzone Siły Zbrojne Południa Rosji pod dowództwem gen. Antona Denikina. Armia rozpoczęła ofensywę przeciw Armii Czerwonej, zajmując w czerwcu 1919 Donbas, Carycyn i Charków. Anton Denikin 3 lipca rozpoczął marsz na Moskwę, w którym główne uderzenie prowadziła Armia Ochotnicza (40 tysięcy żołnierzy) pod dowództwem gen. Władimira Maj-Majewskiego. Na zajętych terenach tworzono władzę białych. Z punktu widzenia gotowości bojowej i operacyjnej niektóre jednostki i związki taktyczne Armii Ochotniczej były dobrze wyszkolone i sprawne bojowo. W jednostkach było dużo kadry oficerskiej (tzw. kompanie i bataliony oficerskie). Od lata 1919 siła bojowa Armii Ochotniczej została obniżona ze względu na duże straty w walkach, przejście na mobilizację w ramach obowiązkowej służby wojskowej chłopów, oraz mobilizację żołnierzy Armii Czerwonej wziętych do niewoli. W czasie kontrnatarcia Armii Czerwonej od września 1919, Armia Ochotnicza poniosła klęski pod Orłem, a następnie Woroneżem i Kastornoje i wycofywała się na południe.
Na początku 1920 armia ochotnicza wycofała się za Don. W związku z dużymi stratami została przeformowana w Korpus (ok. 5 tys. żołnierzy) pod dowództwem gen. Aleksandra Kutiepowa.
26–27 marca 1920 pozostałości Armii Ochotniczej były ewakuowane z Noworosyjska na Krym, gdzie weszły w skład Armii gen. Piotra Wrangla.

## Dowódcy Armii Ochotniczej
- gen. Ławr Korniłow (grudzień 1917 – kwiecień 1918),
- gen. Anton Denikin[2] (kwiecień 1918 – styczeń 1919),
- gen. Piotr Wrangel (styczeń – maj 1919),
- gen. Władimir Maj-Majewski (maj – listopad 1919),
- gen. Piotr Wrangel (grudzień 1919 – styczeń 1920).